# Pierre de Burlet
Pour les articles homonymes, voir Burlet.
Pour les autres membres de la famille, voir Famille de Burlet.
L'écuyer Pierre de Burlet, né le 27 juillet 1876 à Nivelles et mort à Nivelles le 10 mai 1938, est un homme politique belge, membre du Parti catholique. Il a été bourgmestre de Nivelles et député à la Chambre des représentants.

## Biographie
Pierre Émile Léon Charles de Burlet, né le 27 juillet 1876 à Nivelles, est le fils de Jules de Burlet (1844-1897) et de Julia Van Put (1847-1876). Il a épousé Marie-Thérèse du Bois (1883-1964) qui lui a donné deux filles.
Avant la Première Guerre mondiale, il est lieutenant au 2e régiment de Lanciers mais est réformé pour raison de santé.
En 1911, il est élu conseiller communal de Nivelles puis est nommé échevin.
Lors de la Première Guerre mondiale, il est volontaire de guerre. Le 1er mai 1917, il prend le commandement du train de combat de la division de cavalerie. Il atteindra ainsi au terme du conflit le grade de capitaine de cavalerie. 
Le 11 janvier 1919, il est démobilisé et reprend ses fonctions d'échevin de Nivelles. Il est ensuite nommé bourgmestre de 1919 à 1921. Il y a été un défenseur de l'enseignement libre.
De 1921 à 1936, il est député de l'arrondissement de Nivelles à la Chambre des représentants. Il est à plusieurs reprises rapporteur du budget de la Défense nationale.
À la suite de son décès à Nivelles le 10 mai 1938, il reçoit des funérailles à l'église des Saints-Jean-et-Nicolas de Nivelles.

## Hommage et distinctions
On trouve à Nivelles une « Avenue de Burlet ».
Les distinctions suivantes lui ont été attribuées :
- Commandeur de l'ordre de Léopold.
- Croix de guerre 1914-1918 avec trois palmes.
- Croix de l'Yser.